# Circuito de Pau-Arnos
El circuito de Pau-Arnos (oficialmente Circuit Européen Pau-Arnos) es un autódromo ubicado en Arnos, a 20 kilómetros de la ciudad de Pau.

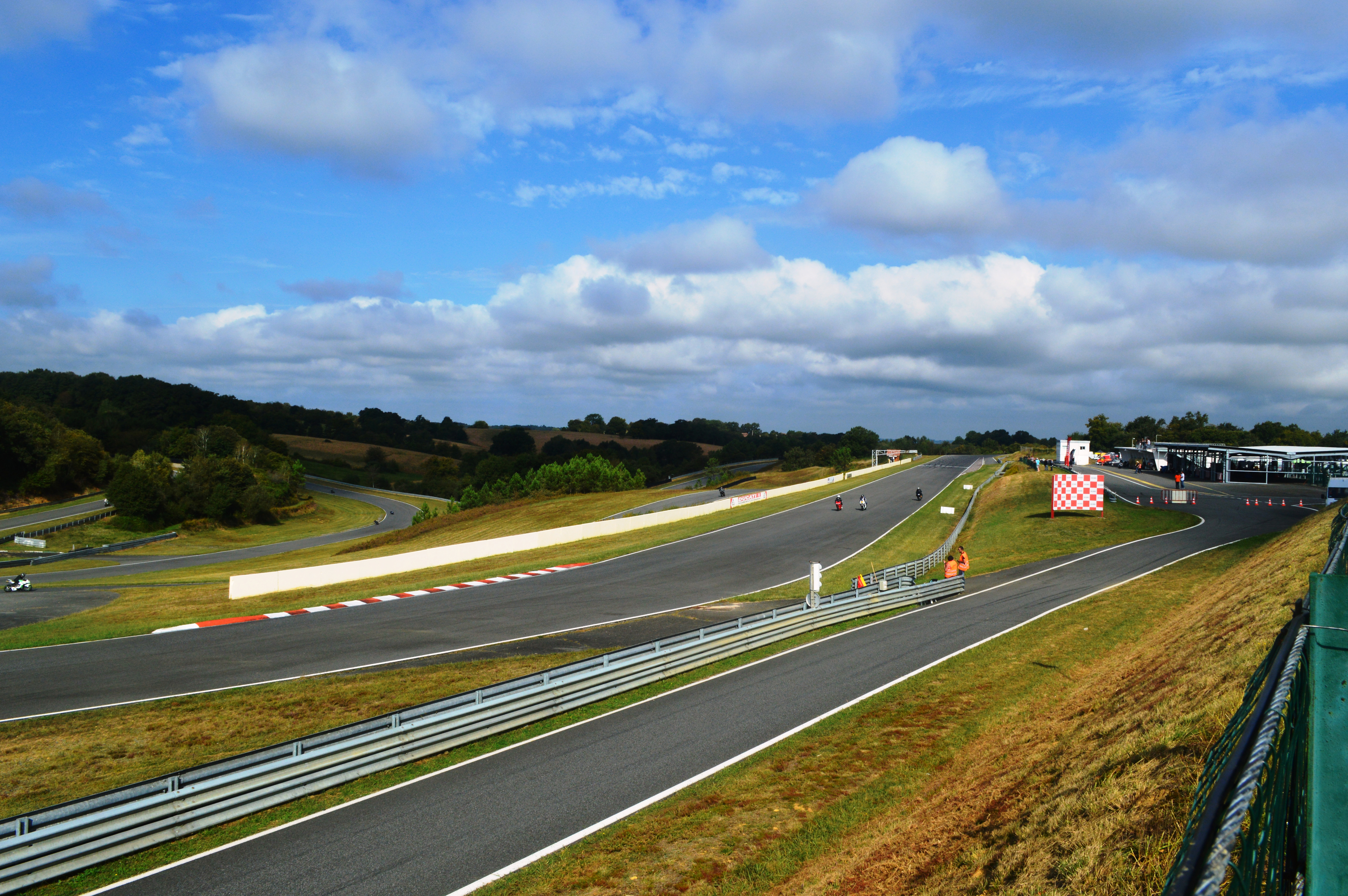
El circuito de Pau-Arnos fotografiado en 2014.

El circuito para automovilismo y motociclismo tiene una longitud de hasta 3 030 m y se inauguró en 1986. La pista para karting cercana tiene una longitud de hasta 900 m. El sitio alberga días de pista, pruebas de manejo, competencias menores y una escuela de pilotos.
La vuelta récord (1:10.087) fue establecida por el neerlandés Giedo van der Garde en 2005 durante unas pruebas de Fórmula 3. El campeonato Electric GT realizó pruebas con el Tesla Model S P85 en el circuito.
En agosto de 2021, fue anunciada la incorporación del autódromo para los campeonatos Copa Mundial de Turismos y Pure ETCR.

## Récords
| Categoría                             | Tiempo                                | Piloto                                | Automóvil                             | Evento                                |
| Circuito Grand Prix: 3 030 km (1986-) | Circuito Grand Prix: 3 030 km (1986-) | Circuito Grand Prix: 3 030 km (1986-) | Circuito Grand Prix: 3 030 km (1986-) | Circuito Grand Prix: 3 030 km (1986-) |
| ------------------------------------- | ------------------------------------- | ------------------------------------- | ------------------------------------- | ------------------------------------- |
| Copa Mundial de Turismos              | 1:19.837                              | Frédéric Vervisch                     | Audi RS3 LMS TCR (2021)               | Carrera de Francia de 2021            |
| Pure ETCR                             | 1:22.568                              | Philipp Eng                           | Alfa Romeo Giulia ETCR                | Ronda de Pau-Arnos de 2021            |